# آمار فرمی-دیراک
آمار فرمی-دیراک (به انگلیسی: Fermi-Dirac statistics) یا آمار F-D شاخه ای از فیزیک است که توصیف کنندهٔ انرژی سامانه‌ای از تعداد زیادی ذرهٔ یکسان پیروی‌کننده از اصل طرد پاولی است. نام فرمی-دیراک به افتخار انریکو فرمی و پاول دیراک که هر دو به صورت جداگانه و هم‌زمان آن را کشف کرده بودند انتخاب شد.
آمار فرمی-دیراک در سامانه‌ای با تعادل دمایی، بر ذرات یکسان که گردش (اسپین) نیمه‌صحیح دارند اعمال می‌شود. همچنین فرض می‌شود که برهمکنش ذرات در این سامانه ناچیز است؛ بنابراین می‌توان این تعداد زیاد از ذرات را در وضعیت حالت پایه‌ی یک تک‌ذره توصیف کرد. نتیجهٔ توزیع فرمی-دیراک بر روی این ذرات یعنی هیچ دو ذره‌ای نمی‌توانند حالت کوانتومی مشابه هم داشته باشند؛ که این نتیجه‌گیری تأثیر بزرگی بر روی ویژگی‌های سامانه دارد. از آنجایی که آمار فرمی-دیراک بر روی ذراتِ با گردش (اسپین) نیمه‌صحیح اعمال می‌شود، باید این ذرات را فرمیون خواند. این آمار بیشتر به الکترون‌هایی که خود فرمیون با گردش ۱/۲ اند اعمال می‌شود. آمار فرمی-دیراک خود زیرمجموعه‌ای از مکانیک آماری است و از اصول مکانیک کوانتوم پیروی می‌کند.

## پیشینه
قبل از معرفی آمار فرمی-دیراک در سال ۱۹۲۶ فهم برخی از جنبه‌های رفتار الکترون به دلیل حضور پدیده‌های به ظاهر متناقض بسیار مشکل بود.

## توزیع فرمی-دیراک
در سامانه‌ای با فرمیون‌های یکسان، تعداد متوسط فرمیون‌های با حالت تک‌ذرهٔ {\displaystyle i} در توزیع فرمی-دیراک به شکل زیر بیان می‌شود:
{\displaystyle {\bar {n}}_{i}={\frac {1}{e^{(\epsilon _{i}-\mu )/kT}+1}}}
که k ثابت بولتزمن، T دمای مطلق، {\displaystyle \epsilon _{i}\ } انرژی یک ذره منفرد در حالت i و {\displaystyle \mu \ } پتانسیل شیمیایی است. در ۰=T، پتانسیل شیمیایی برابر با انرژی فرمی است. در حالتی که الکترون‌ها در یک‌ نیمه هادی قرار دارند {\displaystyle \mu \ } را تراز فرمی می‌نامیم.
توزیع فرمی-دیراک زمانی درست جواب می‌دهد که تعداد فرمیون‌ها آنقدر زیاد باشد که تغییر {\displaystyle \mu \ } ناشی از اضافه کردن یک فرمیون قابل صرف نظر کردن باشد. از آنجایی که توزیع فرمی-دیراک از اصل طرد پاولی مشتق شده، در نتیجه داریم: {\displaystyle 0<{\bar {n}}_{i}<1}

توزیع فرمی-دیراک
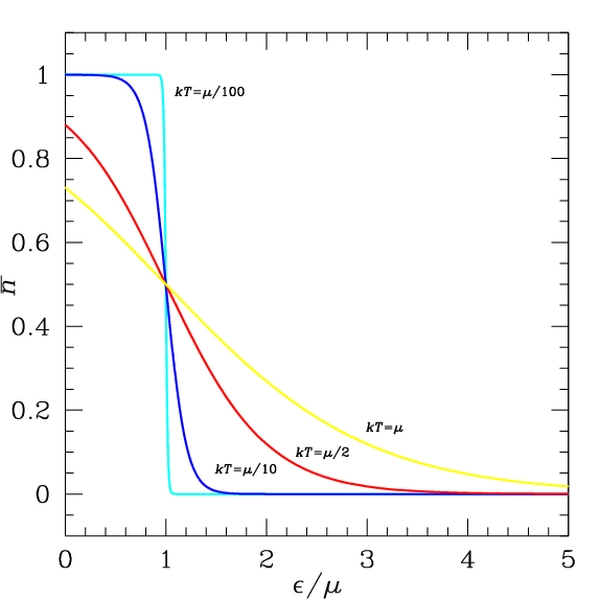
وابستگی به انرژی. هرچه T بالاتر باشد، شیب نمودار ملایم تر است. برای {\displaystyle {\bar {n}}} = ۰٫۵  وقتی {\displaystyle \epsilon \;} = {\displaystyle \mu \;}. نشان داده نشده‌است زیرا {\displaystyle \mu \ } برای T بالاتر افزایش می‌یابد.
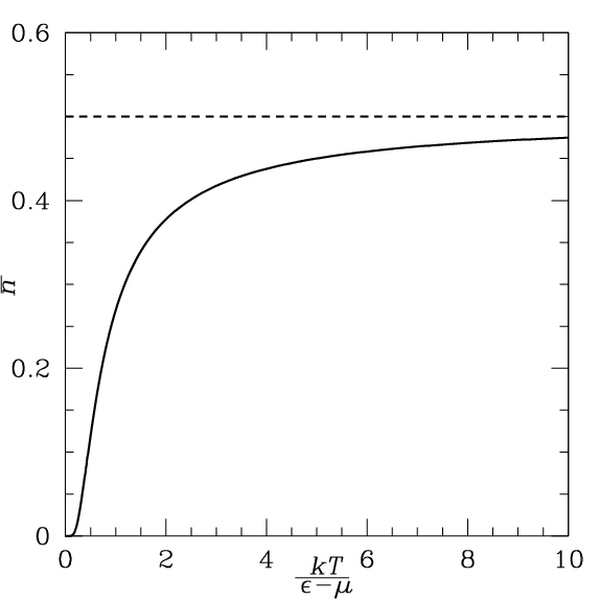
وابستگی به دما برای {\displaystyle \epsilon >\mu \ } .

### توزیع ذرات در انرژی
توزیع فرمی-دیراک، توزیع ذرات یکسان فرمیون را در انرژی تک ذره بیان می‌دارد؛ حالتی که گویی تنها یک فرمیون می‌تواند آن حالت انرژی را داشته باشد. در نتیجه با استفاده از توزیع فرمی-دیراک می‌توان توزیع انرژی فرمیون‌های مشابه را چنان نشان داد که گویی بیش از یک فرمیون می‌تواند همان انرژی را داشته باشد.
تعداد متوسط فرمیون‌ها با انرژی {\displaystyle \epsilon _{i}\ } را می‌توان با ضرب {\displaystyle {\bar {n}}_{i}\ } توزیع فرمی-دیراک در {\displaystyle g_{i}\ } (تعداد حالات با انرژی {\displaystyle \epsilon _{i}\ }) بدست آورد:
{\displaystyle {\begin{alignedat}{2}{\bar {n}}(\epsilon _{i})&=g_{i}\ {\bar {n}}_{i}\\&={\frac {g_{i}}{e^{(\epsilon _{i}-\mu )/kT}+1}}\\\end{alignedat}}}
وقتی که {\displaystyle g_{i}\geq 2\ } باشد، امکان دارد که {\displaystyle \ {\bar {n}}(\epsilon _{i})>1} زیرا بیش از یک حالت وجود دارد که می‌تواند توسط فرمیون‌های با انرژی {\displaystyle \epsilon _{i}\ } اشغال شود.
وقتی یک شبه زنجیره انرژی {\displaystyle \epsilon \ } چگالی حالت {\displaystyle g(\epsilon )\ } دارد (به معنی تعداد حالات در یکای محدوده انرژی در یکای حجم)، تعداد فرمیونهای متوسط در یکای محدوده انرژی در یکای حجم برابر است با:
{\displaystyle {\bar {\mathcal {N}}}(\epsilon )=g(\epsilon )\ F(\epsilon )}
که {\displaystyle F(\epsilon )\ } تابع فرمی نام دارد و همان تابعی است که در توزیع فرمی-دیراک {\displaystyle {\bar {n}}_{i}} مورد استفاده قرار می‌گیرد.
{\displaystyle F(\epsilon )={\frac {1}{e^{(\epsilon -\mu )/kT}+1}}}
بنابراین
{\displaystyle {\bar {\mathcal {N}}}(\epsilon )={\frac {g(\epsilon )}{e^{(\epsilon -\mu )/kT}+1}}} .

### کوانتوم و نظام کلاسیک
توزیع ماکسول-بولتزمن به عنوان تقریبی از آمار فرمی-دیراک برای مطالعه سیستم‌های فیزیکی که به اندازه کافی از حد تعیین شده توسط اصل عدم قطعیت هایزنبرگ فاصله دارند به دست می‌آید. شرایط کلاسیک که در آن آمار ماکسول-بولتزمان معتبر است، زمانی محقق می‌شود که فاصلهٔ متوسط میان دو ذره {\displaystyle {\bar {R}}}، خیلی بزرگتر از طول موج دوبروی {\displaystyle {\bar {\lambda }}} باشد.
{\displaystyle {\bar {R}}\ \gg \ {\bar {\lambda }}\ \approx \ {\frac {h}{\sqrt {3mkT}}}}
در اینجا {\displaystyle h} ثابت پلانک و {\displaystyle m} جرم ذره است.
در مورد الکترون‌های هادی در یک فلز معمولی در دمای 300=T کلوین (دمای اتاق) سامانه همچنان از نظام کلاسیک دور است زیرا {\displaystyle {\bar {R}}\approx {\bar {\lambda }}/25} است. این مسئله از جرم کوچک الکترون و تمرکز زیاد الکترون‌های هادی ({\displaystyle {\bar {R}}}) در فلز است؛ بنابراین آمار فرمی-دیراک برای الکترون‌های هادی در فلز مورد نیاز است.
نمونهٔ دیگری از سامانه‌های غیر کلاسیکی، الکترون‌های یک کوتولهٔ سفید هستند. هر چند که دما در کوتولهٔ سفید بسیار بالا است (حدود ۱۰٬۰۰۰ کلوین در سطح آن) باز به دلیل تمرکز الکترون هادی در آن و جرم بسیار کوچک الکترون در نظام کلاسیک جای نمی‌گیرد و آمار فرمی-دیراک مورد نیاز است.
یادداشت
1. ↑  Note that {\displaystyle {\bar {n}}_{i}} is also the probability that the state {\displaystyle i} is occupied, since no more than one fermion can occupy the same state at the same time and {\displaystyle 0<{\bar {n}}_{i}<1}.
2. ↑  (Kittel 1971, p. 245, Figs. 4 and 5)